# كالكوت ماتاسكيليكيلي
كالكوت ماتاسكيليكيلي (بالإنجليزية: Kalkot Mataskelekele)‏ (و. 1949 – م) هو سياسي، ومحام من فانواتو ولد في بورت فيلا.
تولى منصب رئيس فانواتو للفترة من 16 أغسطس 2004 إلى 16 أغسطس 2009.